# Joan Dowling
Joan Dowling (Inglaterra, 6 de enero de 1928  - f.  Londres, 31 de marzo de 1954) fue una actriz de cine, teatro y televisión inglesa.

## Biografía
Joan fue la hija ilegítima de Vera Dowling, por lo que se crio con su bisabuela, Elizabeth Dowling, en Uxbridge. Tenía una pasión por la actuación, a pesar de que nunca se preparó formalmente, actuó en varios papeles en obras pequeñas, pantomimas y otras producciones cada vez que podía. A la edad de 14 años, se acercó a una agencia de Londres y se le dio su primer papel en una pequeña escena de una obra teatral.

## Carrera
Su debut importante como actriz se produjo cuando el productor Anthony Hawtrey la eligió para el papel de Norma Bates en el film de 1948, No Room at the Inn, con el guion coescrito por el famoso autor galés Dylan Thomas e Ivan Foxwell. 
Firmó su contrato para actriz cinematográfica por primera vez en los 17 años para la Associated British Pictures.
Joan es principalmente conocido por su papel de Clarry en el film de 1947, Hue and Cry,  cuya productora era Ealing Studios, una historia ambientada entre los escombros y los edificios de la posguerra de Londres , que relataba sobre un grupo de niños en edad escolar que descubren que unos criminales habían estado enviando mensajes codificados a su cuadrilla acerca de los trabajos futuros utilizando las páginas de un libro cómico para niños.

### Filmografía
- 1947: Hue and Cry  ..................... Clarry
- 1948: No Room at the Inn ................... Norma Bates
- 1948: Bond Street ..................... Norma
- 1949: A Man's Affair ....................... Joan
- 1949: For Them That Trespass .................... Gracie, amiga de Rosie
- 1949: Train of Events ...................... Ella
- 1949: Landfall ........................ Miriam, la camarera
- 1950: Murder Without Crime ...................... Grena
- 1951: Pool of London .................... Pamela, hermana de Maisie
- 1951: The Magic Box ...................... Maggie
- 1952: 24 Hours of a Woman's Life .................. Sra. Barry
- 1952: Women of Twilight ...................... Rosie Gordon

### Televisión
- Stryker of the Yard (1957) .................  Gracie Budd

### Teatro
La obra teatral de  No Room at the Inn, que fue su primer debut actoral en teatro se estrenó en el Teatro Embassy en julio de 1945. Posteriormente la obra fue transferida bajo el productor Robert Atkins para el Teatro Winter Garden en la famosa calle de Londres, Drury Lane . 
Algunas de sus espectáculos incluyen:
- No Room at the Inn (1945–47)
- A Midsummer Night's Dream (1950)  .............  Puck
- Robinson Crusoe (1952)

### Radioteatro
Meet the Huggetts (1953): Su personaje fue reemplazado luego de su muerte por la actriz Vera Day.

## Vida privada
En 1951 se casó con Harry Fowler , un actor y compañero del elenco de Hue and Cry.

## Suicidio
Joan Dowling que vivía bajo un estado de profunda soledad y depresión, se quitó la vida el 31 de marzo de 1954 tras envenenarse y asfixiarse al inhalar monóxido de carbono. Sus restos fueron llevados al Crematorio de Golders Green en Londres, Inglaterra. Se dijo tiempo después, por parte de un familiar, que el suicidio pudo haber sido accidental y que sólo estaba tratando de asustar a su marido porque estaba convencida de que la estaba engañando con otras mujeres. Tenía 26 años.